# Њ
Њ, њ (Nje, pronunciado "nhê") é uma letra do alfabeto cirílico presente apenas nos idiomas sérvio e macedônio.
Representa /ɲ/, a nasal palatal (como em manhã).
Foi criada por Vuk Stefanović Karadžić a partir da junção da letra Н (En) com a "pronúncia suave" (Ь).